# Ágústsson
Ágústsson ist ein isländischer Name.

## Bedeutung
Der Name ist ein Patronym und bedeutet Ágústs Sohn. Die weibliche Entsprechung ist Ágústsdóttir (Ágústs Tochter).

## Namensträger
- Ágúst Ólafur Ágústsson (* 1977), isländischer Politiker
- Einar Ágústsson (1922–1986), isländischer Politiker und Bankexperte
- Guðni Ágústsson (* 1949), isländischer Politiker
- Hannes Óli Ágústsson (* 1981), isländischer Film- und Theaterschauspieler
- Herbert Hriberschek Ágústsson (1926–2017), isländischer Komponist und Hornist